# Il senso religioso
Il senso religioso è un saggio del sacerdote cattolico e teologo Luigi Giussani, fondatore del movimento Comunione e Liberazione. È il primo volume del PerCorso, opera in tre parti, pubblicata per la prima volta tra il 1986 e il 1992, nella quale don Giussani riassume il suo itinerario di pensiero e di esperienza e che rappresenta la base, sviluppata in quarant'anni di insegnamento, della sua proposta educativa.
Tra i libri più conosciuti e più letti di Giussani, Il senso religioso divenne, con i volumi successivi del PerCorso, uno dei testi base della "Scuola di Comunità", il gesto di catechesi degli aderenti al movimento di CL.

## Storia editoriale

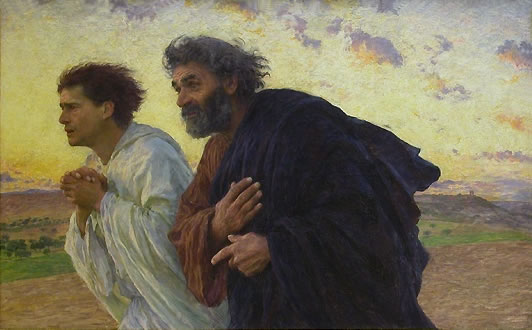
Il quadro di Eugène Burnand (Les disciples Jean et Pierre accourant au sépulcre le matin de la résurrection, 1898, Museo d'Orsay, Parigi) utilizzato per la copertina de Il senso religioso. Giovanni e Pietro accorrono al sepolcro di Gesù dopo la resurrezione.

Il PerCorso nacque, come impianto iniziale, quale base delle lezioni di religione tenute da don Giussani al liceo Berchet di Milano negli anni cinquanta e in seguito rielaborate per l'insegnamento di introduzione alla teologia all'Università Cattolica.
L'opera ricalca, sviluppandola, l'impostazione data da don Giussani in una sua prima opera intitolata proprio Il senso religioso e pubblicata originariamente nel 1966. Seguendo lo schema lì adottato, il PerCorso inizia col tema del senso religioso inteso come «essenza stessa della razionalità e la radice della coscienza umana». Il secondo volume riguarda il tema della rivelazione, mentre il terzo verte sul tema della Chiesa.
Il senso religioso fu pubblicato nel marzo del 1986 da Jaca Book e fu seguito, negli anni successivi, dagli altri volumi del PerCorso: All'origine della pretesa cristiana nel 1988 e Perché la Chiesa, in due tomi, nel 1990 e nel 1992.
Nel 1997 Rizzoli Editore, che aveva iniziato a pubblicare i libri di Giussani e la collana I libri dello spirito cristiano diretta dallo stesso, realizzò quella che, riveduta e corretta, con un nuovo apparato bibliografico e di note, una nuova introduzione dell'autore e una prefazione dell'allora presidente del Pontificio Consiglio per i Laici, cardinal James Francis Stafford, è considerata l'edizione "definitiva" de Il senso religioso. Il testo fu poi pubblicato anche in edizione economica nella Biblioteca Universale Rizzoli nel 2003.
L'intero PerCorso è stato pubblicato da Rizzoli nel volume antologico L'itinerario della fede nel 2007 all'interno della collana Firme Oro.
Nel 2010 Rizzoli ha pubblicato una edizione rinnovata del volume del 1997 con l'identico testo, ma con un aggiornamento dell'apparato delle note. Nello stesso anno l'editore ha pubblicato un audiolibro de Il senso religioso su CD-ROM in formato MP3 con un fascicoletto allegato che ripropone i capitoli 5° e 10° del testo cartaceo.
Una edizione rinnovata del testo fu pubblicata nel 2023 con una nuova prefazione intitolata Per l'uomo che riporta l'intervento del 16 ottobre 1998 di Jorge Mario Bergoglio, allora arcivescovo di Buenos Aires, in occasione della presentazione pubblica di El sentito religioso, edizione del libro tradotto in lingua spagnola per il mercato sudamericano.
L'edizione in lingua inglese de Il senso religioso, pubblicata da McGill-Queen's University Press di Montréal, fu presentata al Palazzo di Vetro delle Nazioni Unite a New York l'11 dicembre del 1997 per iniziativa di monsignor Renato Martino, Osservatore permanente della Santa Sede all'ONU, con interventi del monaco buddista e professore dell'Università del Monte Koya Shingen Takagi, del musicista di origine ebrea David Horowitz e del teologo cattolico David Schindler.

Il senso religioso e gli altri testi del PerCorso sono alla base del volume per l'insegnamento della religione cattolica rivolto agli studenti delle scuole superiori intitolato Scuola di religione e pubblicato dalla SEI di Torino nel 1999 (e in una nuova edizione nel 2003).

## Contenuti

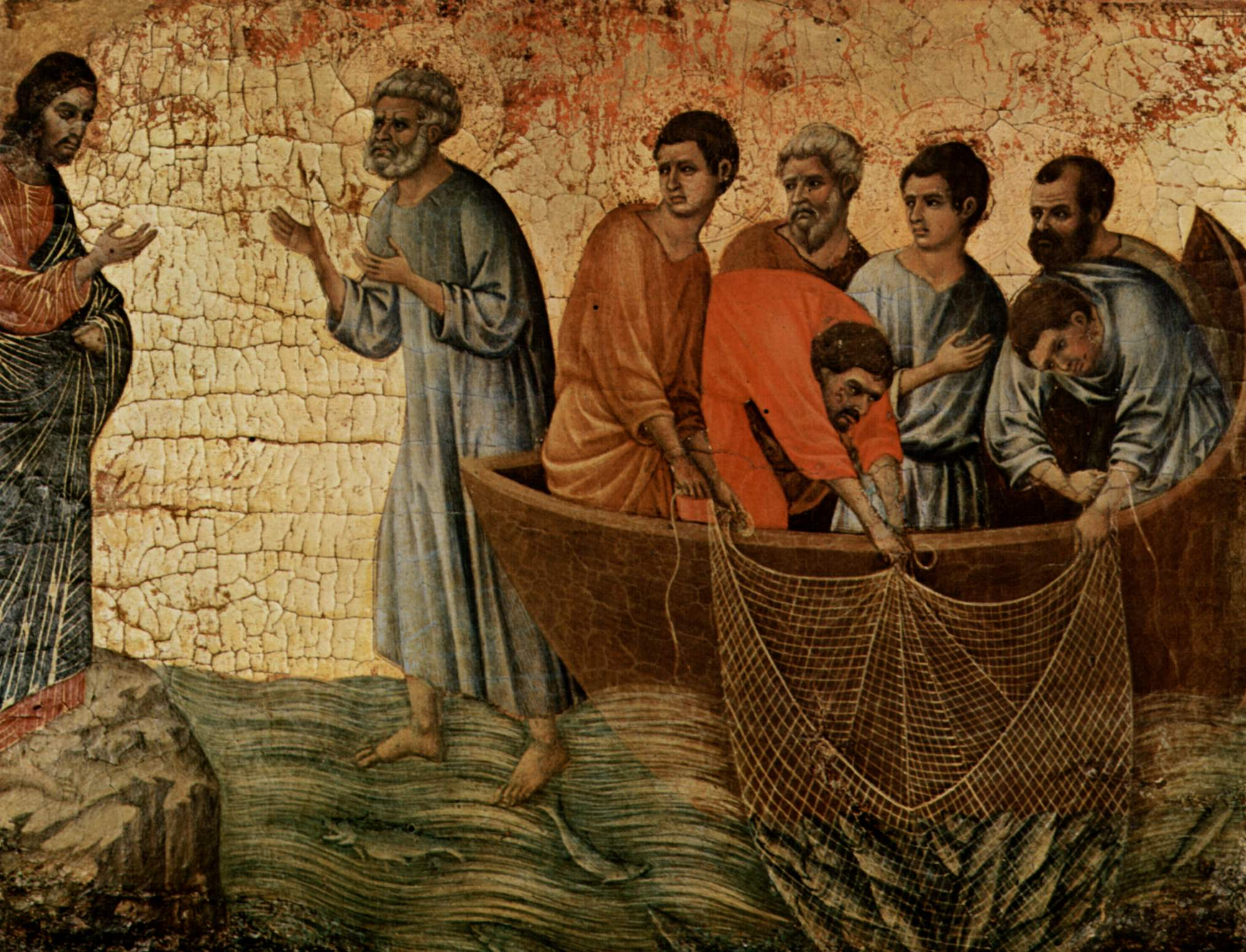
Un particolare dellApparizione sul lago di Tiberiade di Duccio di Buoninsegna appare sulla copertina di Scuola di Religione dell'editore SEI.

Nel libro don Giussani «espone il concetto che la vera essenza della razionalità e la radice della coscienza umana sono reperibili nel senso religioso dell'io». «La ragione è ciò che ci definisce uomini», per questo Giussani si rifà alla ragione nella sua più ampia definizione: «occhio spalancato sulla realtà» e non un insieme ridotto di categorie, in cui solo ciò che è forzato ad entrare ha valore e ciò che non entra è considerato irrazionale dalla mentalità moderna.

### Tre premesse di metodo: realismo, ragionevolezza, moralità
Il senso religioso inizia con tre premesse di metodo che sono diventate, nel tempo, tra le pagine più celebri di Luigi Giussani e che esemplificano il suo metodo educativo.
L'autore introduce il tema del realismo con una citazione del Premio Nobel per la Medicina Alexis Carrel:
(Alexis Carrel)
Secondo Carrel «invece di imparare dalla realtà in tutti i suoi dati, costruendo su di essa, si cerca di manipolare la realtà secondo le coerenze di uno schema prefabbricato dall'intelletto».
Ne consegue, secondo Giussani, che per ogni indagine seria su ciò che ci circonda occorre realismo, cioè una mentalità aperta che abbia come oggetto dell'osservazione l'interezza dell'avvenimento reale. Anche nell'osservazione dell'esperienza religiosa che, osserva l'autore, è la più diffusa nell'attività umana. La domanda del senso religioso «che senso ha tutto?» è un dato oggettivo e diffuso nell'attività dell'uomo di ogni tempo e investe, coinvolge tutta l'attività umana.
Il primo problema è quindi che il «metodo è imposto dall'oggetto». Nell'osservazione di un oggetto il metodo non può essere immaginato o creato dal soggetto. Il metodo per conoscere un oggetto è invece dettato dall'oggetto stesso. E poiché l'esperienza religiosa è un fenomeno umano, il più diffuso dell'esperienza umana, è necessaria quella che l'autore chiama una «indagine esistenziale».
La domanda che l'autore si pone riguarda quindi il metodo di valutazione dell'esperienza umana. «Qual è il criterio che ci permette di giudicare ciò che vediamo accadere in noi stessi?». Il criterio è «dato», è l'«esperienza originale». «La natura lascia l'uomo nell'universale paragone con sé stesso, con gli altri, con le cose, dotandolo - come strumento di tale universale confronto - di un complesso di evidenze ed esigenze originali, talmente originali che tutto ciò che l'uomo dice o fa da esse dipende» Sono le esigenze elementari (esigenza di felicità, di verità, di giustizia, ecc.) scintilla dell'azione umana. Il metodo corretto per valutare l'esperienza umana è quindi il realistico confronto con l'esperienza elementare, con ciò che Giussani chiama, seguendo la tradizione cristiana, cuore. Per diventare adulti senza essere alienati, strumentalizzati, ingannati, è necessario paragonare tutto con l'esperienza elementare.
La prima premessa, il realismo, tratta del oggetto, la seconda invece mette in primo piano l'uomo, il soggetto che agisce, colui che giudica. La ragionevolezza è, secondo l'autore, una esigenza strutturale dell'uomo. L'esperienza è ragionevole quando ha «ragioni adeguate». Giussani sottolinea quali sono gli usi riduttivi della ragione: la presunta «dimostrabilità» secondo la posizione razionalista o la «logica» intesa come mero ideale di coerenza: «[...] che una madre voglia bene al figlio non costituisce il termine di un procedimento logico: è una evidenza, o una certezza, una proposta della realtà la cui esistenza è cogente ammettere.»
La radice del problema è nel concetto di ragione che per Giussani, da sempre ed evidente in ogni aspetto del suo percorso educativo, è «apertura alla realtà, capacità di afferrarla nella totalità dei suoi fattori».
L'autore esemplifica alcuni metodi ragionevoli di uso della ragione: un metodo che porta certezze matematiche, un metodo che porta certezze scientifiche, un metodo che porta certezze filosofiche. Esiste un quarto metodo, altrettanto ragionevole, che porta a «certezze morali», un metodo che attraverso i segni offerti dall'oggetto, la realtà, porta a «certezze esistenziali». «È come se l'uomo facesse un paragone veloce con sé stesso, con la propria esperienza elementare, con il proprio cuore e dicesse: fin qui corrisponde, e perciò è vero, e mi posso fidare.»
Secondo l'autore la «fede» è un'applicazione del metodo della certezza morale, cioè «aderire a ciò che afferma un altro». Può essere irragionevole se non ci sono adeguati motivi, è ragionevole se invece ci sono. L'esperienza umana dimostra però che pretendere di giudicare il comportamento dell'uomo solo attraverso il metodo scientifico, e che senza questo non si possano avere certezze, è irragionevole.
Nella terza premessa l'autore approfondisce il tema della certezza morale. La ragione, strumento dato all'uomo per il suo rapporto con il reale, è correlato in modo inscindibile con l'io, ed è legato al sentimento. Tanto più una cosa interessa l'uomo, tanto più ha valore («val la pena»). E il metodo di ricerca ha come intermediario nell'esperienza umana proprio il sentimento. Ma eliminare il sentimento, come pretenderebbe una rigorosa analisi scientifica, riduce l'osservazione, elimina uno dei fattori in gioco, in un errore che Giussani definisce comune nella mentalità modernista, razionalista e illuminista.
Secondo Giussani il centro del problema della ragione, non eliminando pezzi di realtà, è realmente una posizione giusta del cuore, una moralità. Anche la moralità è determinata dall'oggetto in questione, non può essere astratta. Ne consegue che per conoscere un oggetto è necessario «un desiderio di conoscere ciò che l'oggetto veramente è». Il preconcetto non è per l'autore necessariamente un errore. È impossibile l'assenza di preconcetto, per il fatto stesso che l'uomo assorbe «per osmosi» idee e immagini sui valori, sul significato delle cose (specie nel campo affettivo, in quello del destino proprio e in quello politico). Il giudizio sulla realtà senza preconcetti alienanti, irragionevoli, richiede un «distacco da sé» (cfr. Lc17,33), un lavoro faticoso che, nella tradizione religiosa, si chiama ascesi, e che può essere realizzato solo dalla persuasione dell'«amore a noi stessi come destino, come affezione al nostro destino. È questa commozione ultima, è questa emozione suprema che persuade la virtù intera».

### La natura del senso religioso
Nei successivi capitoli l'autore si addentra nel tema del libro, il senso religioso. Prima definisce i termini caratteristici della ricerca della verità: il punto di partenza è «sé stessi», un «io in azione», non statico, là dove i fattori costitutivi dell'umano sono impegnati nell'azione. Un io impegnato con la vita, intera, senza dimenticare nulla, poiché «dentro ogni gesto sta il passo verso il proprio destino.» Gli aspetti di questo impegno sono una lealtà verso la tradizione, secondo un principio critico, nativo in noi, cioè l'esperienza elementare, e il valore del presente, cioè l'uomo in azione ora. L'autore descrive una «duplice realtà» che l'uomo scopre nel suo presente: la prima è una realtà misurabile e quindi frazionabile, divisible, ma anche mutevole, in sintesi materiale; la seconda realtà non è invece misurabile, non dipende dal tempo, appare non mutevole, è la realtà dell'idea, del giudizio, della decisione. L'io è fatto di «due realtà diverse e tentare di ridurre l'una all'altra sarebbe negare l'evidenza dell'esperienza» (cfr. Mt4,4), come avviene nella «riduzione materialista».
Come aveva già fatto nella prima versione de Il senso religioso del 1966, Giussani parte, per descrivere il tema delle domande ultime, dalla figura del pastore errante di Leopardi (che, insieme a Shakespeare, è l'autore più citato nel testo).
«Queste domande si attaccano nel fondo del nostro essere, sono inestirpabili» dice don Giussani, sono l'esigenza di una risposta totale, «domande che esigono una risposta totale che copra l'intero orizzonte della ragione, esaurendo tutta la categoria della possibilità» (cfr. Mt16,26). L'uomo scopre una «sproporzione strutturale» alla risposta totale alle sue domande più profonde, una inesauribilità a tali domande che pone una contraddizione. Tanto più ci si avvicina alla risposta, tanto più l'orizzonte, il quid significato ultimo dell'esistenza, pare allontanarsi. La vita, come dimostrano i tanti riferimenti letterari che Giussani utilizza, sembra mandare oltre. Come dice Pär Lagerkvist:
Giussani conclude che «solo l'ipotesi di Dio, solo l'affermazione del mistero come realtà esistente oltre la nostra capacità di ricognizione corrisponde alla struttura originale dell'uomo». Solo l'ipotesi dell'esistenza di Dio, colui che colma il cuore con la sua assenza, è la risposta alle domande del cuore e al senso religioso.
L'uomo risponde alla sua «domanda di totalità costitutiva» affermando un «ultimo»: «per ciò stesso che uno vive cinque minuti, afferma l'esistenza di un quid per cui valga la pena in fondo in fondo vivere quei cinque minuti.»

### Atteggiamenti irragionevoli
Nei capitoli successivi don Giussani elenca alcuni atteggiamenti irragionevoli di fronte agli interrogativi del cuore. Irragionevoli perché non tengono conto di «tutti i fattori implicati». Lo svuotamento della domanda, attraverso una negazione teoretica (le domande sono «senza senso»), la sostituzione volontaristica, personalistica (fino al progetto sociale), la negazione pratica (il «non pensarci!», la dimenticanza) e gli atteggiamenti riduttivi della domanda attraverso il sentimentalismo o l'estetica, la disperazione dell'impossibilità e dell'illusione, l'eliminazione dell'«io» (le domande non mi riguardano). Conseguenza dello svuotamento e della riduzione della domanda sono la rottura con il passato, la solitudine dell'uomo e la perdita della libertà (anche sociale e antropologica). L'uomo è libero perché «rapporto diretto con l'infinito».
L'autore sviluppa poi il giudizio su preconcetto, inteso come pregiudizio senza apertura alla categoria della possibilità e quindi l'ideologia, la «costruzione teorico-pratica sviluppata su un preconcetto».

### L'itinerario del senso religioso
Il decimo capitolo de Il senso religioso è uno degli scritti più conosciuti e citati dell'opera di don Giussani. L'autore pone il problema di come fanno a destarsi le domande ultime che sono costitutive della coscienza umana. La risposta è nel rapporto, nella reazione che ha l'uomo di fronte alla realtà. Occorre cioè «osservare la dinamica umana nel suo impatto con la realtà».
Qual è la prima reazione che l'uomo ha di fronte alla realtà? Secondo don Giussani è lo stupore delle cose come presenza, cioè «l'essere, non come entità astratta, ma come presenza, presenza che non faccio io, che trovo, una presenza che mi si impone». È concretamente l'esperienza dell'altro, della realtà come dato e quindi come dono. La reazione umana di fronte al dato è quella di «ricevere, constatare, riconoscere». Il primo sentimento dell'uomo di fronte alla realtà non è la paura, ma l'attrattiva. «La religiosità è innanzitutto l'affermarsi e lo svilupparsi dell'attrattiva». Con una immagine don Giussani spiega che «se io nascessi con la coscienza attuale dei miei anni, e spalancassi per il primo istante gli occhi, la presenza della realtà si paleserebbe come presenza di altro da me.»
L'ultima sfumatura è che solo dopo l'esperienza della meraviglia del dato, dell'altro da me l'uomo coglie l'io come cosa distinta dalle altre cose. «Non esiste niente di più adeguato, di più aderente alla natura dell'uomo che essere posseduti per una originale dipendenza: infatti la natura dell'uomo è quella di essere creato.»
L'uomo, fatta l'esperienza dell'essere, si accorge che dentro questa realtà c'è un ordine. «Lo stupore originale implica un senso di bellezza, l'attrattiva della bellezza armonica». Ma l'uomo si accorge anche questa realtà, oltre a essere bella, «si muove secondo un disegno che può essergli favorevole.». È cioè una realtà provvidenziale.
L'uomo prende quindi coscienza di sé come io, non può negare, se attento, che l'evidenza più grande è che non si fa da sé. L'uomo non si può dare l'essere, «non mi faccio da me», ma «da altro». Secondo don Giussani questa è l'intuizione più grande, più importante che lo spirito umano, in ogni tempo, abbia mai avuto. «Io sono tu-che-mi-fai». Tu che mi fai è quello che la tradizione religiosa chiama Dio. Conclude quindi l'autore: «L'io, l'uomo, è quel livello della natura in cui essa si accorge di non farsi da sé». L'uomo non può dire consapevolmente «Io sono» se non identificandolo con «Io sono fatto». Qui don Giussani utilizza, come di consueto, l'esempio del bambino «tra le braccia di sua madre». Don Giussani chiama «la legge nel cuore» «l'esperienza dell'io che reca con sé la coscienza del bene e del male» ed è inestirpabile.

### Segno, ragione, libertà
Dopo la spiegazione dell'itinerario al significato ultimo della realtà, don Giussani descrive l'esperienza del segno, cioè l'esperienza del reale, del vivere la realtà come esperienza che rimanda ad altro: «Il segno è una realtà il cui senso è un'altra realtà.» Qui l'autore sviluppa quattro categorie che costituiscono la trama di esigenze elementari dell'uomo: la verità, la giustizia, la felicità e l'amore.. Il segno supremo della realtà è il «Tu», qualcosa di diverso, per sua natura, da me. Secondo don Giussani il vertice della ragione, non ripiegata sul razionalismo, «è la percezione di un esistente ignoto, irraggiungibile, cui tutto il movimento dell'uomo è destinato, perché ne dipende. È l'idea di mistero». Il mistero quindi non come limite alla ragione, ma come scoperta più grande a cui la ragione può giungere. «La fedeltà alla ragione costringe ad ammettere l'esistenza di un incomprensibile». Questo è l'aspetto drammatico e vertiginoso della vita: «La ragione dell'uomo vive a questo livello vertiginoso; la spiegazione c'è, ma non è afferrabile dall'uomo; c'è, ma non sappiamo com'è».

Un quid ignoto costituzionalmente oltre la comprensione e la misura umana, descritto da Dante:

Ma il destino, la scoperta del significato ultimo che la ragione avverte come altro da sé, è qualcosa di fronte al quale l'uomo è responsabile, il modo in cui l'uomo raggiunge il suo destino è frutto della sua libertà, altrimenti l'uomo non potrebbe essere felice, non sarebbe suo il destino, non sarebbe risposta a me. Secondo don Giussani «la libertà si gioca nell'interpretazione del segno». Come dice Albert Einstein:
La libertà, che si gioca nell'interpretazione del segno, deve essere educata come educazione alla responsabilità, cioè come risposta a ciò che chiama. Ma l'educazione della libertà è prima di tutto educazione ad un atteggiamento di domanda. «L'educazione alla libertà è l'educazione alla positività di fronte al reale, alla capacità di certezza», non certo al dubbio che rende incapaci di agire.
Quella che don Giussani chiama «l'esperienza del rischio», non è necessariamente irrazionale, ma anzi deve avere ragioni adeguate. Il rischio è l'esperienza «per cui uno vede ragioni adeguate, ma non si muove, [...] in una spaccatura tra la ragione e l'affettività, tra la ragione e la volontà». Per superare quello che Giussani definisce «il baratro dei ma e dei se e dei però» il metodo della natura è il fenomeno comunitario che rende l'uomo sufficientemente capace di superare l'esperienza del rischio. Prosegue l'autore: «Il vero dramma del rapporto fra l'uomo e Dio, attraverso il segno del cosmo, attraverso il segno dell'esperienza, non sta nella fragilità delle ragioni», perché tutto il mondo è segno, è ragione adeguata, ma «sta nella volontà che deve aderire a questa immensa evidenza. La drammaticità è definita da quello che io chiamo rischio. L'uomo subisce l'esperienza del rischio: pur essendo di fronte alle ragioni, [...] è come bloccato, gli occorrerebbe un supplemento di energia e di volontà, di energia di libertà, perché la libertà è la capacità di aderire all'essere».
Poiché «il vertice della ragione è l'intuizione dell'esistenza di una spiegazione che supera la sua misura», la ragione stessa tende ad entrare con forza nell'ignoto, nel mistero e a conoscerlo. Giussani cita qui san Paolo davanti ai filosofi all'Areopago (cfr. At17,23-28). Giussani definisce come vertiginosa la posizione esistenziale della ragione di fronte al mistero. Ma l'impazienza della ragione umana porta l'uomo alla riduzione inevitabile del mistero alla propria misura, è il proprio punto di vista, la propria misura, fino all'esaltazione di quello che la Bibbia chiama idolo (il particolare con cui la ragione identifica il significato totale) che, a differenza del segno che rimanda al tutto, riduce e corrompe la realtà.
Conclude Giussani: «Il mondo è un segno. La realtà richiama a un'Altra. La ragione, per essere fedele alla natura sua e di tale richiamo, è costretta ad ammettere l'esistenza di qualcosa d'altro che sottende tutto, e che lo spiega.» Il pericolo è che l'intuizione del rapporto col mistero si corrompa in presunzione.

### L'ipotesi della rivelazione
Da qui l'esigenza della rivelazione a cui è dedicato l'ultimo capitolo del libro. Don Giussani parte dall'intuizione di Platone. 
(Platone, Fedone)
La rivelazione non è più l'interpretazione che l'uomo fa della realtà, ma «si tratta di un fatto reale, un eventuale avvenimento storico. Un fatto che l'uomo può riconoscere o non riconoscere. [...] Lo svelarsi del mistero attraverso un fatto della storia col quale, nel caso del cristianesimo, si identifica.» Secondo Giussani «una simile ipotesi prima di tutto è possibile. [...] In secondo luogo questa ipotesi è estremamente conveniente.» La rivelazione deve essere comprensibile all'uomo, ma deve anche «essere l'approfondimento del mistero come mistero», non deve cioè essere una riduzione.
Conclude l'autore: «L'impossibilità della rivelazione è il dogma fondamentale del pensiero illuministico, il tabù predicato da tutta la filosofia liberale e dai suoi eredi materialisti», l'estremo tentativo della ragione di farsi misura del reale. «Ma l'ipotesi della Rivelazione non può essere distrutta da alcun preconcetto o da alcuna opzione. Essa pone una questione di fatto, cui la natura del cuore è originariamente aperta. Occorre per la riuscita della vita che questa apertura rimanga determinante. Il destino del senso religioso è totalmente legato ad essa».
Come dice Kafka, citato alla fine del testo:

## Edizioni
- Luigi Giussani, Il senso religioso. Volume primo del PerCorso, 1ª ed., Milano, Jaca Book, Già e non ancora 127, marzo 1986,  p. 196, ISBN 88-16-30127-9.
- Il senso religioso in  Luigi Giussani, Opere (1966-1992), Vol. 1, Il PerCorso, 1ª ed., Milano, Jaca Book, Già e non ancora 273, 1994,  p. 696, ISBN 88-16-30273-9.
- Luigi Giussani, Il senso religioso. Volume primo del PerCorso, 1ª ed., Milano, Rizzoli, giugno 1997,  p. 222, ISBN 88-17-84518-3.
- Luigi Giussani, Il senso religioso. Volume primo del PerCorso, 1ª ed., Milano, Biblioteca Universale Rizzoli, BUR Saggi, 2003,  p. 219, ISBN 978-88-17-10100-4.
- Luigi Giussani, Il senso religioso. Volume primo del PerCorso, nuova edizione, Milano, Rizzoli, ottobre 2010,  p. 222, ISBN 978-88-17-04590-2.
- Luigi Giussani, Il senso religioso. Volume primo del PerCorso, 1ª ed., audio libro, 1 CD, formato MP3, Milano, Rizzoli, 2010,  p. 64, ISBN 978-88-17-04591-9.
- Luigi Giussani, Il senso religioso. Volume primo del PerCorso, prefazione di Jorge Mario Bergoglio, 25ª ed., Milano, Biblioteca Universale Rizzoli, BUR Saggi, giugno 2023,  p. 240, ISBN 978-88-17-18322-2.

Il senso religioso è uno dei testi più noti di Giussani ed è stato tradotto e pubblicato in più di venti lingue, tra cui l'arabo e il giapponese. Nel 2022 i temi affrontati nell'opera sono diventati un podcast in 13 puntate, con estratti di interventi dello stesso Giussani durante alcuni suoi corsi universitari tenutisi tra il 1978 e il 1985.

### Scuola di religione
- Luigi Giussani, Scuola di religione. Per le scuole superiori, a cura di Marco Artoni, Gianni Mereghetti, 1ª ed., Torino, SEI, 1999,  p. 502, ISBN 978-88-05-02621-0.
- Luigi Giussani, Scuola di religione. Per le scuole superiori, a cura di Gianni Mereghetti, 2ª ed., Torino, SEI, 2003,  p. 564, ISBN 978-88-05-02837-5.